# Skønhedsøje
Skønhedsøje (Coreopsis) er en slægt med flere end 35 arter af urteagtige planter, som er udbredt i Nord- og Sydamerika, men med klar hovedvægt i Nordamerika. Det er i de fleste tilfælde enårige urter eller stauder, men arter, som er halvbuske og buske findes også. Væksten er opret og mere eller mindre forgrenet. Bladene er meget forskellige og kan være alt fra grundstillede til stængelblade, fra spredte til modsatte og kransstillede, og fra helrandede til fjerlappede. Også behåringen er meget forskellig fra art til art. Blomsterne er samlet i kurve, som er endestillede eller samlet i åbne, skærmagtige stande. De enkelte blomster i kurvene er enten tungeformede randkroner eller rørformede skivekroner. De er som regel gule, men har også ofte en brunlig plet ved grunden. Frugterne er nødder uden fnok.
| Beskrevne arter |

- Bigelows skønhedsøje (Coreopsis bigelovii)
- Storblomstret skønhedsøje (Coreopsis grandiflora)
- Lancetbladet skønhedsøje (Coreopsis lanceolata)
- Rosenskønhedsøje (Coreopsis rosea)
- Farveskønhedsøje (Coreopsis tinctoria)
- Høj skønhedsøje (Coreopsis tripteris)
- Kransskønhedsøje (Coreopsis verticillata)

| Andre arter |

| - Coreopsis auriculata - Coreopsis basalis - Coreopsis californica - Coreopsis calliopsidea - Coreopsis cuneifolia - Coreopsis cyclocarpa - Coreopsis delphiniifolia - Coreopsis douglasii - Coreopsis falcata - Coreopsis floridana - Coreopsis gigantea - Coreopsis gladiata - Coreopsis hamiltonii - Coreopsis integrifolia | - Coreopsis intermedia - Coreopsis latifolia - Coreopsis leavenworthii - Coreopsis linifolia - Coreopsis major - Coreopsis maritima - Coreopsis mcvaughii - Coreopsis mutica - Coreopsis nudata - Coreopsis nuecensis - Coreopsis nuecensoides - Coreopsis palmata - Coreopsis paludosa - Coreopsis petrophila | - Coreopsis petrophiloides - Coreopsis pubescens - Coreopsis pulchra - Coreopsis rudis - Coreopsis stillmanii - Coreopsis wrightii |